# Unión Democrática Federal de Suiza
La Unión Democrática Federal de Suiza (en alemán: Eidgenössisch-Demokratische Union, EDU; en francés: Union Démocratique Fédérale, UDF; en italiano: Unione Democratica Federale, UDF; en romanche: Uniun Democrata Federala, UDF) es un partido político nacional-conservador suizo. Su ideología es políticamente conservadora, fundamentalista protestante y populista de derecha. Es similar a la derecha cristiana en los Estados Unidos, y sus principales objetivos son promover los "valores bíblicos" y oponerse a otras culturas y valores. Fundado en 1975, el actual presidente del partido es Daniel Frischknecht. Es un partido político minoritario que obtiene alrededor del 1% de los votos y tiene dos escaños en el Consejo Nacional de Suiza.

## Historia
La EDU fue fundada en 1975 a partir de una escisión del Partido Popular Evangélico.
Al comienzo de su existencia, la plataforma de la EDU estuvo fuertemente influenciada por la ideología de Otto Strasser, el nacionalismo revolucionario y el solidarismo. A pesar de ser nacionalista y patriótico, el partido apoyó las políticas económicas socialistas en oposición al capitalismo o el comunismo. A principios de la década de 1980, la EDU experimentó un cambio ideológico, con el cristianismo fundamentalista y la Biblia convirtiéndose en las partes más importantes de su ideología. Promovió políticas socialmente conservadoras. Al mismo tiempo, la EDU adoptó posiciones populistas de derecha en temas como la inmigración, la integración en organizaciones supranacionales y el islam. Adoptó puntos de vista fuertemente pro israelíes.
En las décadas de 1970 y 1980, el apoyo de la EDU creció particularmente con los grupos conservadores de la iglesia libre, tanto tradicionales como recientemente establecidos. El lenguaje de la EDU fue influenciado durante este tiempo por una directiva y sobre la base del interés en el dispensacionalismo desde un tono escatológico.
En 1991, la EDU ingresó al Consejo Nacional Suizo por primera vez con un escaño. A pesar de seguir siendo un pequeño partido marginal, pasó de tener una sección en nueve cantones en 1991 a veintitrés en 2003. La EDU tuvo su mayor éxito electoral en el cantón de Berna y se hizo relativamente fuerte en el cantón. Además, el periódico del partido, el EDU Standpunkt, tuvo una circulación de entre 31,000-45,000 ejemplares e incluso hasta 500,000 durante las elecciones nacionales. El partido creó un periódico en francés con una circulación de aproximadamente 10,000 ejemplares. La EDU patrocinó varios referéndums, intentando bloquear la legislación socialmente liberal, pero sus intentos no tuvieron éxito.
En mayo de 2007, el partido se convirtió en miembro del Movimiento Político Cristiano Europeo, colectividad que posteriormente abandonó.
En las últimas elecciones de 2023, el partido ganó dos escaños en el Consejo Nacional de Suiza.

## Resultados electorales
| Elección | Votos        | %   | Consejo Nacional | +/-         | Consejo de los Estados | +/- |
| -------- | ------------ | --- | ---------------- | ----------- | ---------------------- | --- |
| 1975     | 6.717 (#12)  | 0,3 | 0/200            |             | 0/44                   |     |
| 1979     | 4.626 (#14)  | 0,3 | 0/200            |             | 0/46                   |     |
| 1983     | 7.590 (#16)  | 0,4 | 0/200            |             | 0/46                   |     |
| 1987     | 17.830 (#13) | 0,9 | 0/200            |             | 0/46                   |     |
| 1991     | 20.395 (#13) | 1,0 | 1/200            | 1           | 0/46                   |     |
| 1995     | 24.795 (#12) | 1,3 | 1/200            | Sin cambios | 0/46                   |     |
| 1999     | 24.355 (#9)  | 1,2 | 1/200            | Sin cambios | 0/46                   |     |
| 2003     | 26.590 (#8)  | 1,3 | 2/200            | 1           | 0/46                   |     |
| 2007     | 29.914 (#9)  | 1,3 | 1/200            | 1           | 0/46                   |     |
| 2011     | 31.056 (#9)  | 1,3 | 0/200            | 1           | 0/46                   |     |
| 2015     | 29.701 (#9)  | 1,2 | 0/200            |             | 0/46                   |     |
| 2019     | 24.145 (#10) | 1,0 | 1/200            | 1           | 0/46                   |     |
| 2023     | 31.513 (#8)  | 1,2 | 2/200            | 1           | 0/46                   |     |